# Thyrocopa kokeensis
Thyrocopa kokeensis là một loài bướm đêm thuộc họ Oecophoridae. Nó là loài đặc hữu của Kauai. 
Chiều dài cánh trước là 8–9 mm. Con trưởng thành bay ít nhất từ tháng 7 đến tháng 10. 